# Isla Flint
La isla Flint es un atolón deshabitado en el área central del océano Pacífico, y forma parte de las islas de la Línea, pertenecientes a la República de Kiribati.

## Geografía
La isla Flint está ubicada alrededor de 740 kilómetros al noroeste de Tahití, 190 km sursureste de la isla Vostok, y 220 km al sudoeste de la isla Caroline. La isla tiene 4 km de largo y 0.8 km de ancho en su punto más ancho (4 por 0,8 km). Tiene un área terrestre de 3 km² y se eleva hasta 8 m s. n. m. La isla está rodeada de un arrecife estrecho, lo cual dificulta el anclaje en la zona. 
Según la Expedición de Exploración de los Estados Unidos (5 de febrero de 1841), la isla estaba densamente arbolada, sin embargo, ahora está en su mayor parte cubierta de palmeras de coco.

## Historia
Según se afirma en Exposición PACÍFICO, España y la aventura de la Mar del Sur, ya Magallanes y su flota, en la primera circunnavegación del mundo (1519-1522 terminada por Juan Sebastián Elcano) divisaron lo que ellos llamaron las islas Desventuradas, identificadas tal vez con las islas Pukapuka y las Flint en 1521.
La isla fue redescubierta en 1801 y nombrada por el capitán Keen en 1835. Se impuso bajo el Acta de Islas Guaneras de 1856, pero aparentemente nunca fue ocupada. La isla fue alquilada por la compañía británica Houlder Brothers and Co., de Londres, la cual llevó a cabo excavaciones en la parte central de la isla con el objetivo de extraer guano. Estas operaciones, que ocurrieron de 1875 a 1880, estaban bajo la gerencia del administrador en jefe John T. Arundel. Desde entonces, las áreas excavadas se han llenado de agua salobre, formando dos o tres lagunas pequeñas.
En 1881, Arundel plantó palmeras de coco en la isla, y se produjo copra hasta 1891. En 1911, la isla fue arrendada nuevamente a S.R. Maxwell and Co., Ltd., compañía que empleó 30 hombres y un gerente para cosechar copra de aproximadamente 30.000 palmeras de coco.
El 3 de enero de 1908, una expedición del Observatorio Lick de California pudo observar desde la isla un eclipse solar total.